# Държавна измяна
Държавната измяна в правото е престъпление, което представлява някои от по-крайните форми на действие срещу собствения суверен или държава. То може да включва подпомагане на враждебна държава или просто да е насочено срещу правителството на страната. Това е криминална нелоялност.
Към 2006 българският Наказателен кодекс дефинира няколко престъпления, насочени срещу републиката:
- измяна – опит за преврат или терористични действия, имащи за цел отслабване на властта в страната
- предателство
- шпионаж
- диверсия
- вредителство
- проповядване на антидемократични идеологии, тероризъм и други.